# Lake Alexandrina (Neuseeland)
Der Lake Alexandrina ist ein See in der Region Canterbury auf der Südinsel von Neuseeland.

## Geographie
Der Lake Alexandrina liegt rund einen Kilometer westlich parallel zum Lake Tekapo im Mackenzie District der Region Canterbury. Der See ist rund 7 km lang und zwischen 0,5 und 1,3 km breit. Gespeist wird der See, der als kalt beschrieben wird, durch einige kleine Bäche, die von Westen und Norden kommend ihr Wasser zutragen. Der Abfluss des Sees liegt an seiner Ostseite auf halber Länge des Sees und führt über einen kleinen, knapp 500 m langen Bach in den östlich angrenzenden Lake McGregor. Dieser gibt das Wasser über einen ebenfalls kleinen Bach an seinem östlichen Ende an den Lake Tekapo ab. Im nördlichen Drittel des Sees befindet sich eine kleine 80 × 100 m große bewaldete Insel.

## Beschreibung
Aus der Luft betrachtet hat der See bei Sonnenschein eine tiefblaue Farbe und grenzt sich damit von dem türkisfarbenen östlich liegendem Lake Tekapo ab. Seine Ufer sind von einem schmalen Band von Baum- und Buschbewuchs gesäumt. An dem südlichen Ende des Sees befindet sich eine kleine Siedlung mit Bootsstegen, von wo aus der See mit Booten befahren werden kann. Direkt nördlich seines Abflusses angrenzend befindet sich eine weitere kleine Ansiedlung.

## Nutzung
Der See eignet sich zum Angeln von Bach- und Regenbogenforellen, die eine Größe von ein bis zwei Kilogramm haben können.